# Інколи вони повертаються
«І́нколи вони́ поверта́ються» (англ. Sometimes They Come Back) — оповідання американського письменника Стівена Кінга, опубліковане 1974 року в журналі «Cavalier», у 1978 — у збірці «Нічна зміна».

## Сюжет
Головний герой — 25-річний шкільний вчитель Джим Норман. При вступі на роботу він був змушений повідомити про нервовий зрив, що трапився із ним кілька років тому, коли його мати померла від раку, а кохану дівчину збила машина. Старший брат Джима, Вейн, мріяв стати педагогом, але загинув підлітком, тому перед смертю матері Джим пообіцяв їй, що здійснить мрію брата.
Влітку 1956 року, коли Джимові було дев'ять, він із Вейном попрямував до бібліотеки, але по дорозі їх зупинили Роберт Лойсон, Девід Гарсіа, Чарлі Спондер та Вінсент Корі, банда місцевих хуліганів. Вони вбили Вейна, та Джимові вдалося втекти.
У новій школі Джим проводив заняття й для дітей, що відставали від загальної програми. Одного разу, після того, як до чоловіка повернулися нічні жахіття, учня було вбито, а на його місце прийшов новий хлопець — у ньому Норман із подивом впізнав Роберта Лойсона. Через деякий час вбивства повторювалися, а на місце вбитих прийшли Гарсіа й Корі. Незважаючи на те, що минуло багато часу, вони виглядали так само, як їх запам'ятав Джим. Утрьох хулігани стали погрожувати Норману розправою над ним і його дружиною.
Джимові вдалося зв'язатися з поліцейським, що розслідував вбивство Вейна. Його вбивць не вдалося знайти, але хлопці, що зараз числилися в його класі, загинули в автокатастрофі в тому ж 1956 році. Також чоловік дізнався, що школи, з якої, нібито, перечислили Лойсона, Гарсіа й Корі, не існує — у місті за такою адресою є тільки кладовище.
Норман став читати езотеричну літературу, щоб навчитися викливати духів. Йому не вдалося врятувати дружину від автокатастрофи, та після її загибелі Джим вночі сам покликав хуліганів до шкільного кабінету. Там він відтворив ситуацію, в якій вбили його брата (імітував звук потяга, що прибував поруч, поклав до кишені чотири центи, що були при ньому 16 років тому). Тоді він намалював пентаграму, віддав у жертву кров вуличної кішки й свої два вказівних пальця та викликав демона. Набувши подоби Джима, демон убив хуліганів і забрав їхні душі до пекла. Йдучи, демон обіцяє, що повернеться.

## Персонажі
- Джим Норман — головний герой;
- Вейн Норман — його старший брат, що загинув підлітком від місцевої банди підлітків;
- Роберт Лойсон, Девід Гарсіа, Вінсент Корі — вбивці Вейна, які загинули в автокатастрофі через півроку після цього інциденту;
- Саллі Норман — дружина Джима (кілька років тому її збила машина, після чого на її тілі лишився рубець);
- Чарльз Освей — учень Джима, що розповів вчителю про загрозу з боку Лойсона й Гарсіа, а після цього зник;
- Доналд Нелл — поліцейський, що розслідував вбивство Вейна Нормана;
- Чарлі Спондер — член вуличної банди, що не був разом із Лойсоном, Гарсіа та Корі в автомобілі під час катастрофи. У 1959 записався добровільно в армію.